# Irigenina
Irigenina es una isoflavona O-metilado, un tipo de flavonoide. Se puede aislar de los rizomas del lirio leopardo (Belamcanda chinensis).

## Glucósidos
Iridina es el 7-glucósido de irigenina.